# Bóra (szél)
Bóra (Bernus, Barnus, Borino, horvátul bura, szlovénül burja) az isztriai és dalmát tengerparton, legtöbbször a téli évszakban fújó száraz, hideg szél, időnként rendkívül erős rohamokkal.

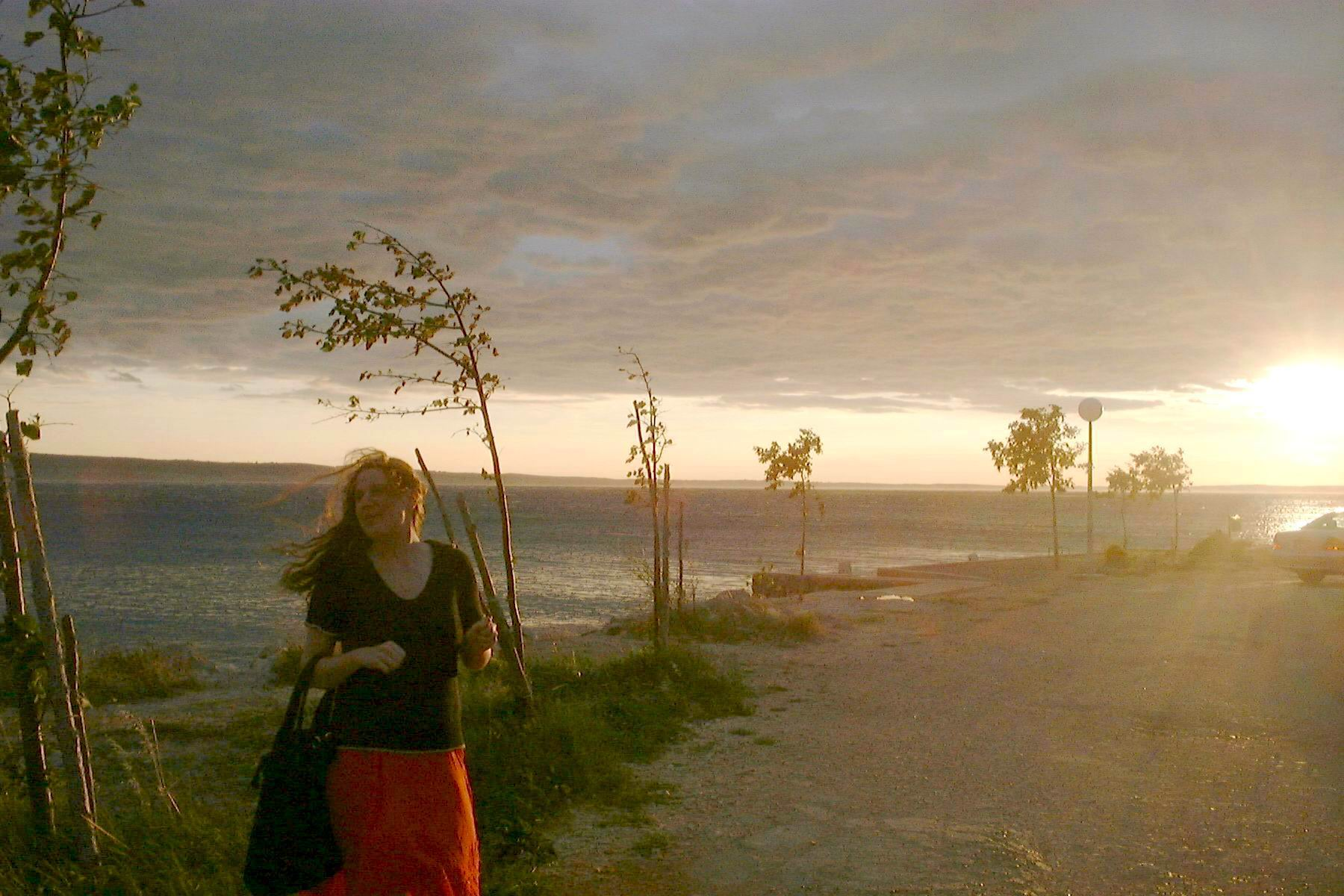
Bóra szélvihar, Starigrad mellett

## Nevének eredete
A bóra elnevezés a görög mitológiai alak, Boreasz (görögül: Βορέας) nevéből származik. Jelentése: észak. A szelek királyának tartották, aki leginkább az északi és északkeleti szeleken uralkodott és egy sötét trákiai barlangban lakott. Zsákjával megszelídítette a szeleket. Asztraiosz titán és Éósz hajnalistennő fia.

## Kialakulása, iránya, kiterjedése

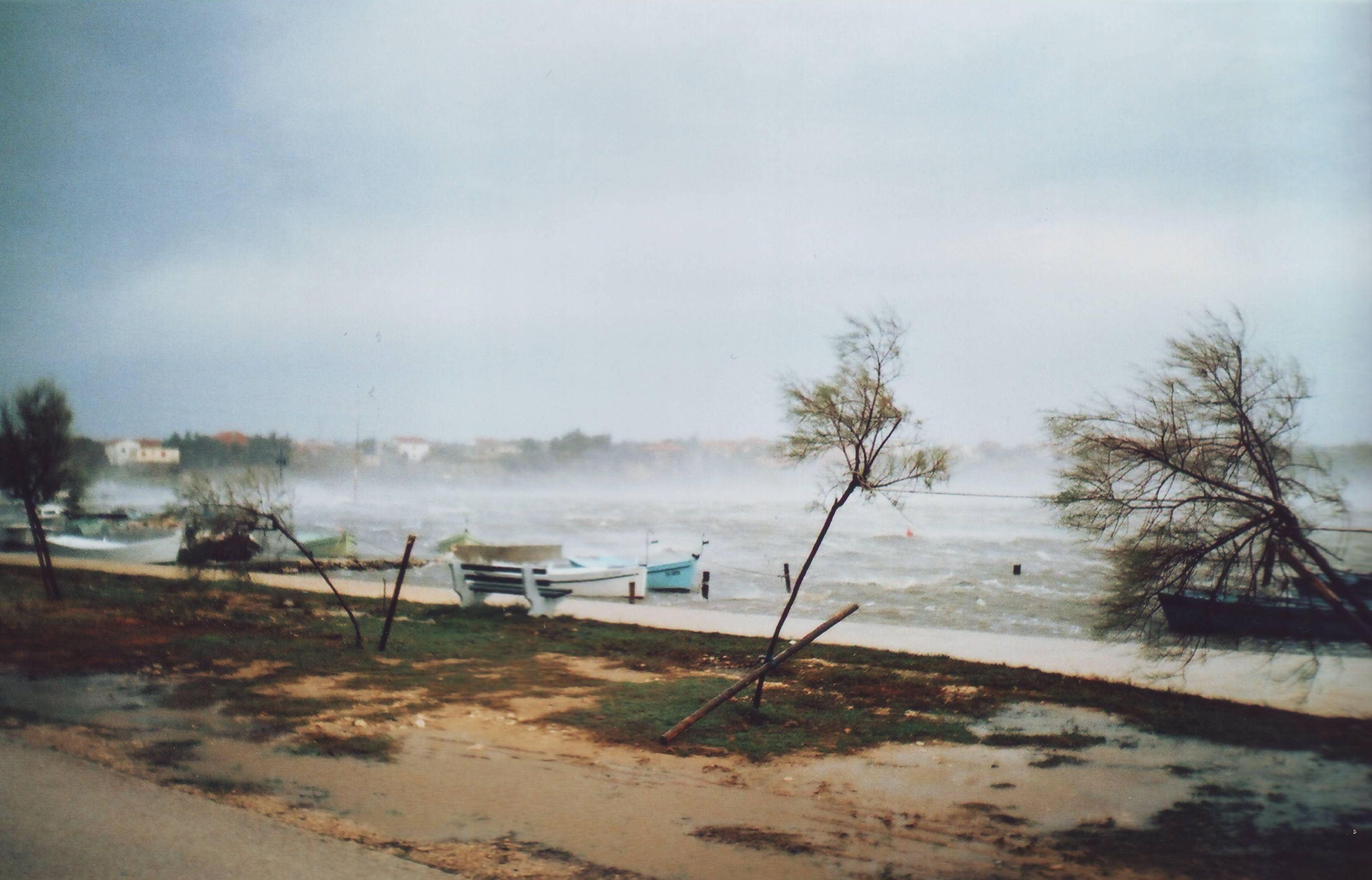
Bóra szélvihar az Adria partjainál

A bóra észak-északkelet, északkelet vagy kelet-északkeleti irányból fúj, vagyis a szárazföld felől tart a partvidék felé. Erőssége és gyakorisága a hóval takart hegyvidék és az Adriai tenger meleg medencéje közötti hőmérsékleti különbség miatt jön létre. Amikor az Adria DK-i részén alacsony légnyomás van, vagy Közép-Európában a légnyomás erősen emelkedik, akkor az Adria keleti partján kialakul a bóra. Hatása Trieszt-Albánia között az egész partvidékre kiterjed, de erősségéből Hvarnál már sokat veszít. A téli félévben néha heteken át dühöng, nyáron ritkább és gyengébb (Borino). Fiume, Zengg és Trieszt környéke a bórának leginkább kitett terület. Néha olyan hevesen csap le a tengerre, hogy a porzó vízcseppek ködként (fumarea spalmeggio) borítják a vizet. Ekkor a tengeren tartózkodni veszélyes. A bóra időjárás hosszabb és mélyebb apályt, rövidebb és kevésbé magas dagályt okoz.

## A bóra elleni védekezés
Az egykori Osztrák–Magyar Monarchiában kiépült fiumei vasútvonal bórának kitett vonalán – Lič és Bakar között – ún. bórafalakat építettek az erős széllökések ellen. A kőfalak 2,70 méter magasak, szélességük alul: 1 méter körüli, felső részük kb. 0,5 méter. A falak habarcsba rakott mészkőből vannak. A bórafalak megépítése előtt a több mint 200 km/órás sebességgel dühöngő bóra két alkalommal is felborította a vasúti kocsikat.

## Előrejelzése
A bórának vannak bizonyos előjelei: a magas hegyek csúcsain kialakuló ún. "felhősapkák", valamint az északkeleti láthatáron a tenger felülete csipkéződik. A parttól távolodva csökken a bóra ereje. Nyáron általában csak pár óráig tart, de időről időre akár egy-két napig is eltarthat. A legkeményebb bórák a Kvarnergg területén, a Velebit-csatornában, Šibenik és Split partjainál, a Pelješacnál és Dubrovniknál fordulnak elő. Erőssége elérheti a 200 km/h-t is.

## Az eddig mért legnagyobb szélerősségű bórák
| Hely                             | Sebesség m/s | Sebesség km/h | A szélvihar ideje    |
| -------------------------------- | ------------ | ------------- | -------------------- |
| Montenegró                       | 42,9 m/s     | 151,2 km/h    | (1978. január 5.)    |
| Trieszt                          | 64,2 m/s     | 231,5 km/h    | (1994. október 29.)  |
| Krki híd                         | 65,8 m/s     | 237 km/h      | (2013. november 11.) |
| Krk sziget                       | 69,0 m/s     | 248,4 km/h    | (1994. október 29.)  |
| Split                            | 48,5 m/s     | 172,8 km/h    | (1994. október 29.)  |
| Makarska                         | 69,5 m/s     | 250,2 km/h    | (1996. január 26.)   |
| Dalmát partok (átlag)            | 33,0 m/s     | 118,8 km/h    | (2004. november 15.) |
| Dalmát partok (széllökések)      | 60,0 m/s     | 216,0 km/h    | (2004. november 15.) |
| Split, Marjan-hegy (széllökések) | 49,17 m/s    | 177,0 km/h    | (2019. február 23.)  |